# Атанас Джамбазки
Атанас Джамбазки е бивш български футболист и настоящ треньор по футбол. В кариерата си той е водил отборите на Славия (София), Локомотив (Стара Загора), Спартак (Варна), Спортист (Своге), Монтана, Ботев (Враца) и Кариана (Ерден). Води отбора на Беласица (Петрич).

## Скандал
През 2018 г. като треньор на Кариана (Ерден) в мач срещу Струмска слава (Радомир) от Б група, Джамбазки нахлува на терена и удря главния съдия Ивайло Ненков и помощника му Георги Великов, недоволен от съдийските отсъждания по време на мача. Дисциплинарната комисия на БФС спира треньорските права на Атанас Джамбазки за една година и му налага глоба от 1500 лева.